# Аккордолія

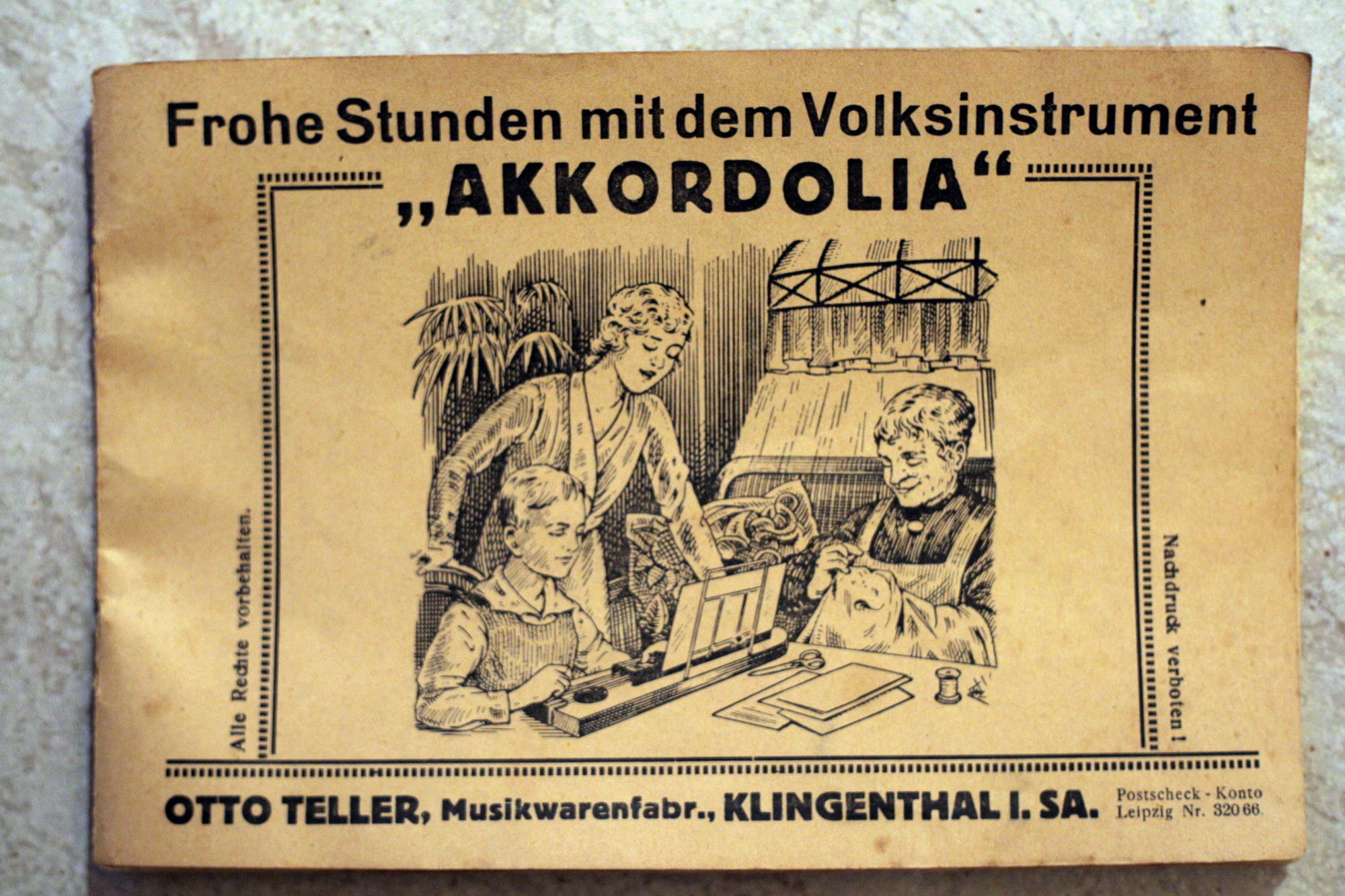
Назва довідника

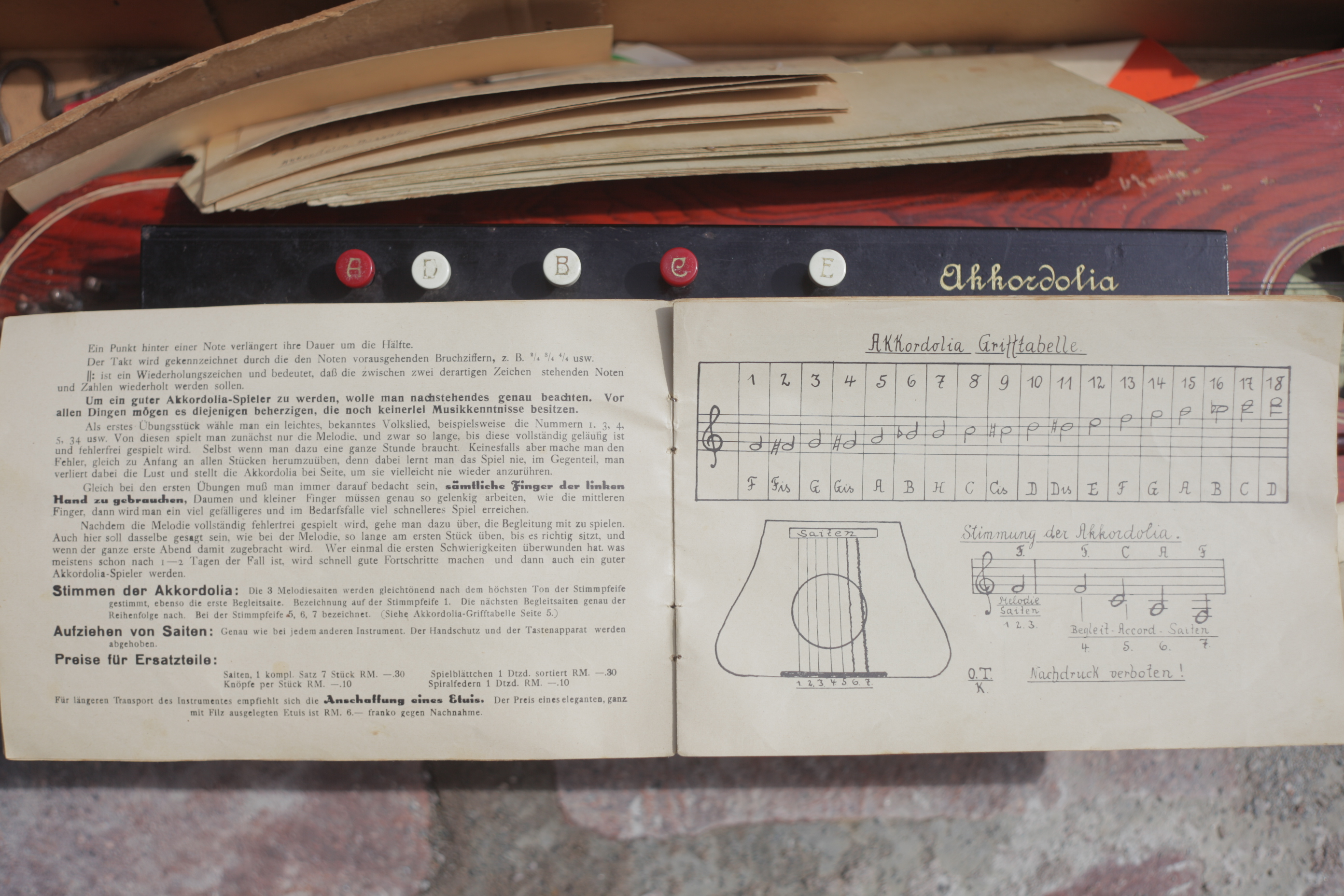
Інструкції налаштування з довідника

Аккордолія — це цитра з Німеччини та Австрії, що складається з довгої дерев'яної скриньки зі струнами. Струни притискаються до грифа за допомогою кнопок, які натискаються зверху, подібно до японського тайшьоґото. Одна лінія кнопок змінює мелодію, а інша — акорди, що акомпанують мелодії.
Інструмент було винайдено близько початку XX століття Отто Теллером з Клінгенталя, Німеччина, і вироблявся місцевою кустарною промисловістю.